# Heyday Films
Heyday Films es una productora de cine británica, fundada por el productor David Heyman en Londres en 1997.
Su primer largometraje fue Ravenous, dirigido por Antonia Bird. La productora británica es más conocida por las películas de Harry Potter, basadas en las novelas de J. K. Rowling, empezando con Harry Potter y la piedra filosofal en 2001.
Su logo fue presentado por primera vez en 2005 con Harry Potter y el cáliz de fuego. Sin embargo, más tarde el logo ha ido cambiando, siendo la última versión presentada en 2008 con El niño con el pijama de rayas.

## Producciones

### Cine
| Año  | Película                                           | Director(es)            | Guionista(s)                                       | Distribuidora(s)                    | Presupuesto (USD) | Recaudación (USD) |
| ---- | -------------------------------------------------- | ----------------------- | -------------------------------------------------- | ----------------------------------- | ----------------- | ----------------- |
| 1999 | Ravenous                                           | Antonia Bird            | Ted Griffin                                        | 20th Century Fox                    | 12 millones       | 2 millones        |
| 2001 | Harry Potter y la piedra filosofal                 | Chris Columbus          | Steve Kloves                                       | Warner Bros.                        | 125 millones      | 974,8 millones    |
| 2002 | Harry Potter y la cámara secreta                   | Chris Columbus          | Steve Kloves                                       | Warner Bros.                        | 100 millones      | 879 millones      |
| 2004 | Harry Potter y el prisionero de Azkaban            | Alfonso Cuarón          | Steve Kloves                                       | Warner Bros.                        | 130 millones      | 796,7 millones    |
| 2005 | Harry Potter y el cáliz de fuego                   | Mike Newell             | Steve Kloves                                       | Warner Bros.                        | 150 millones      | 896,9 millones    |
| 2007 | Harry Potter y la Orden del Fénix                  | David Yates             | Michael Goldenberg                                 | Warner Bros.                        | 150 millones      | 939,9 millones    |
| 2007 | Soy leyenda                                        | Francis Lawrence        | Mark Protosevich y Akiva Goldsman                  | Warner Bros./Roadshow Entertainment | 150 millones      | 585,3 millones    |
| 2008 | El niño con el pijama de rayas                     | Mark Herman             | Mark Herman                                        | Miramax                             | 12,5 millones     | 44 millones       |
| 2008 | Is Anybody There?                                  | John Crowley            | Peter Harness                                      | Optimum Releasing                   | N/D               | 3 millones        |
| 2008 | Di que sí                                          | Peyton Reed             | Nicholas Stoller, Jarrad Paul y Andrew Mogel       | Warner Bros.                        | 70 millones       | 223,2 millones    |
| 2009 | Harry Potter y el misterio del príncipe            | David Yates             | Steve Kloves                                       | Warner Bros.                        | 250 millones      | 934,4 millones    |
| 2010 | Harry Potter y las Reliquias de la Muerte: parte 1 | David Yates             | Steve Kloves                                       | Warner Bros.                        | 250 millones      | 960,3 millones    |
| 2011 | Harry Potter y las Reliquias de la Muerte: parte 2 | David Yates             | Steve Kloves                                       | Warner Bros.                        | 250 millones      | 1342 millones     |
| 2013 | We're the Millers                                  | Rawson Marshall Thurber | Bob Fisher, Steve Faber, Sean Anders y John Morris | Warner Bros./New Line Cinema        | 37 millones       | 270 millones      |
| 2013 | Gravedad                                           | Alfonso Cuarón          | Alfonso Cuarón y Jonás Cuarón                      | Warner Bros.                        | 100 millones      | 723,2 millones    |
| 2013 | The Thirteenth Tale                                | James Kent              | Christopher Hampton                                | BBC Two                             | N/D               | N/D               |
| 2014 | Turks & Caicos                                     | David Hare              | David Hare                                         | BBC Two                             | N/D               | N/D               |
| 2014 | Salting the Battlefield                            | David Hare              | David Hare                                         | BBC Two                             | N/D               | N/D               |
| 2014 | Paddington                                         | Paul King               | Paul King y Hamish McColl                          | StudioCanal                         | 55 millones       | 268 millones      |
| 2014 | Testament of Youth                                 | James Kent              | Juliette Towhidi                                   | Lionsgate                           | 10 millones       | 5,3 millones      |
| 2016 | Animales fantásticos y dónde encontrarlos          | David Yates             | J. K. Rowling                                      | Warner Bros.                        | 180 millones      | 814 millones      |
| 2016 | La luz entre los océanos                           | Derek Cianfrance        | Derek Cianfrance                                   | Walt Disney Studios Motion Pictures | 20 millones       | 23,5 millones     |
| 2017 | Paddington 2                                       | Paul King               | Paul King y Simon Farnaby                          | Warner Bros.                        | 40 millones       | 227 millones      |
| 2018 | Animales fantásticos: Los crímenes de Grindelwald  | David Yates             | J. K. Rowling                                      | Warner Bros.                        | 200 millones      | 653 millones      |
| 2019 | Érase una vez en Hollywood                         | Quentin Tarantino       | Quentin Tarantino                                  | Columbia Pictures                   | 100 millones      | Por anunciar      |
| 2019 | Historia de un matrimonio                          | Noah Baumbach           | Noah Baumbach                                      | Netflix                             | Por anunciar      | Por anunciar      |
| 2020 | The Secret Garden                                  | Marc Munden             | Jack Thorne                                        | Studio Canal                        | Por anunciar      | Por anunciar      |
| 2022 | Fantastic Beasts: The Secrets of Dumbledore        | David Yates             | J. K. Rowling y Steve Kloves                       | Warner Bros.                        | $200 millones     | $407.2 millones   |
| 2022 | White Noise                                        | Noah Baumbach           | Noah Baumbach                                      | Netflix                             | $100 millones     | $79.04 millones   |
| 2023 | Barbie                                             | Greta Gerwig            | Greta Gerwig y Noah Baumbach                       | Warner Bros. Pictures               | $145 millones     | $1,340 millones   |
| 2023 | Wonka                                              | Paul King               | Simon Farnaby y Paul King                          | Warner Bros. Pictures               |                   |                   |

### Televisión
| Programa      | Primera emisión | Última emisión | Coproducción                                       | Cadena | Ref.  |
| ------------- | --------------- | -------------- | -------------------------------------------------- | ------ | ----- |
| The InBetween | 2019            | 2019           | Universal Television                               | NBC    | [ 2 ] |
| Harry Potter  | 2026            | —              | Warner Bros. Television Brontë Film and Television | HBO    | [ 3 ] |